# Vladislav Galkine
Pour les articles homonymes, voir Galkine.
Vladislav Borissovitch Galkine (en russe : Владислав Борисович Галкин), né le 25 décembre 1971 à Leningrad, selon d'autres sources à Moscou et mort le 25 février 2010 à Moscou, est un acteur soviétique puis russe,,.

## Biographie
Fils d'Elena Demidova (1947-2017) - dramaturge et scénariste, et Gueorgui Tcherkassov, Vladislav porte le nom de famille de son beau-père, acteur et réalisateur Boris Galkine (ru). La famille vit à Joukovski où Vladislav est scolarisé à l'école no 6. Il est âgé de neuf ans quand sa grand-mère, Lioudmila Nikolaïevna, l'emmène à l'insu de ses parents passer les auditions des Aventures de Tom Sawyer et Huckleberry Finn. Retenu par Stanislav Govoroukhine pour le rôle d'Huckleberry Finn, il est considéré comme un acteur confirmé à la sortie du film en 1981 et apparaitra dans plusieurs autres productions parmi lesquelles Ce garnement de Sidorov (Etot negodyay Sidorov, 1983) et La Chaîne d'or (Zolotaya tsep, 1986) où il tient le premier rôle.
Tout en poursuivant sa carrière d'acteur, il fait ses études à l'Institut d'art dramatique Boris Chtchoukine dont il est diplômé en 1992. Il s'initie également à la mise en scène auprès de Vladimir Khotinenko à l'Institut national de la cinématographie.
En 1998, il apparait dans le film de Stanislav Govoroukhine Voroshilovskiy strelok, puis, en 2000, dans le drame de guerre de Mikhaïl Ptachouk (ru) En août 1944... adapté du roman de Vladimir Bogomolov pour lequel il remporte un Nika dans la catégorie Révélation de l'année (2002). Mais la véritable célébrité dans sa carrière d'acteur adulte lui vient avec la série télévisée Les Routiers diffusée à partir du mois de septembre 2001, où il joue aux côtés de Vladimir Gostioukhine. Il enchaîne l'année suivante avec le rôle du lieutenant de la GRU Iakoute dans la série télévisée à succès Spetsnaz consacrée aux forces spéciales russes. Il participera au tournage du second volet de chacune de ces deux séries.
En 2005, il incarne un jeune poète soviétique ignorant et effronté, Ivan Bezdomny, dans Le Maître et Marguerite de Vladimir Bortko, adaptation du roman éponyme de Mikhaïl Boulgakov.
Toujours en 2005, Galkine anime l'émission de téléréalité Ostrov iskusheni, l'équivalent de l'émission française L'Île de la tentation diffusée sur la chaîne REN.
En 2006, il est nommé pour le Prix TEFI du meilleur rôle masculin dans un téléfilm, pour sa performance dans Kazaroza (2005) d'Alena Demianenko, tiré du roman éponyme de Leonid Yuzefovich (en) .
L'une de ses dernières prestations à l'écran est le rôle principal dans la série Kotovski qui revient de façon romancée sur la jeunesse du héros de la guerre civile russe Grigori Kotovski. À la fin du tournage qui se déroule à Iaroslavl Galkine part pour Moscou, dans la nuit du 23 au 24 juillet 2009, et en chemin s'arrête dans un bar. Après avoir bu plusieurs verres de whisky et devant le refus du barman de le resservir, l'artiste perd le contrôle, sort ce qui sera décrit par la presse comme un pistolet de défense et tire sur les bouteilles disposées derrière le barman et dans la direction des clients. Il oppose une résistance aux miliciens venus l'arrêter. Il sera jugé pour ces faits le 23 décembre 2009 et condamné à quatorze mois avec sursis.
Le 27 février 2010, vers 14 h, Vladislav Galkine est retrouvé mort dans son appartement à Moscou, Sadovaïa-Spasskaïa, no 12/23, appartement 19. Selon la version officielle la mort est survenue à cause d'une insuffisance cardiaque,.
L'acteur est enterré au Cimetière Troïekourovskoïe.

## Filmographie
- 1981 : Les Aventures de Tom Sawyer et Huckleberry Finn (Приключения Тома Сойера и Гекльберри Финна) de Stanislav Govoroukhine : Huckleberry Finn
- 1984 : Ce garnement de Sidorov (ru) (Этот негодяй Сидоров) de Valentin Gorlov (ru) : Aliocha Sidorov
- 1984 : Cargaison non étiquetée (ru) (Груз без маркировки, Gruz bez markirovki) de Vladimir Popkov (ru) : Vovtchik
- 1986 : La Chaîne d'or (ru) (Золотая цепь) de Aleksandre Mouratov (ru) : Sundy Puel
- 1999 : Le Tireur d'élite (Ворошиловский стрелок) de Stanislav Govoroukhine : lieutenant supérieur Alekseï Podberiozkine
- 2000 : Août 1944 (В августе 44-го) de Mikhaïl Ptachouk (ru) : Evgueni Tamantsev
- 2001 : Les Camionneurs (ru) (Дальнобойщики) de Iouri Kouzmenko (ru) : Alexandre Korovine
- 2005 : Le Maître et Marguerite (Мастер и Маргарита) de Vladimir Bortko : poète Ivan Bezdomny
- 2010 : Kotovski (Котовский) de Stanislav Nazirov : Grigori Kotovski

## Prix
- 2002 : Nika dans la catégorie "Révélation de l'année" pour le film En août 1944... de Mikhaïl Ptachouk
- 2003 : Aigle d'or pour le meilleur second rôle masculin à la télévision pour la série Les Routiers
- 2011 : Aigle d'or pour le meilleur rôle masculin à la télévision pour la série Kotovski.